# Saint Jérôme pénitent (Georges de La Tour)
Saint Jérôme pénitent sont deux tableaux peints par Georges de La Tour à thèmes et compositions similaires. Le sujet en est saint Jérôme. La première version, fait partie des collections du Nationalmuseum de Stockholm, la seconde se trouve au musée de Grenoble.  Les deux peintures sont différenciées par des éléments comme la présence dans la toile de Stockholm d'un chapeau cardinalice rouge, qui est absent de la toile de Grenoble, qui présente au-dessus de la tête de Jérôme une auréole. 

## Notes et références

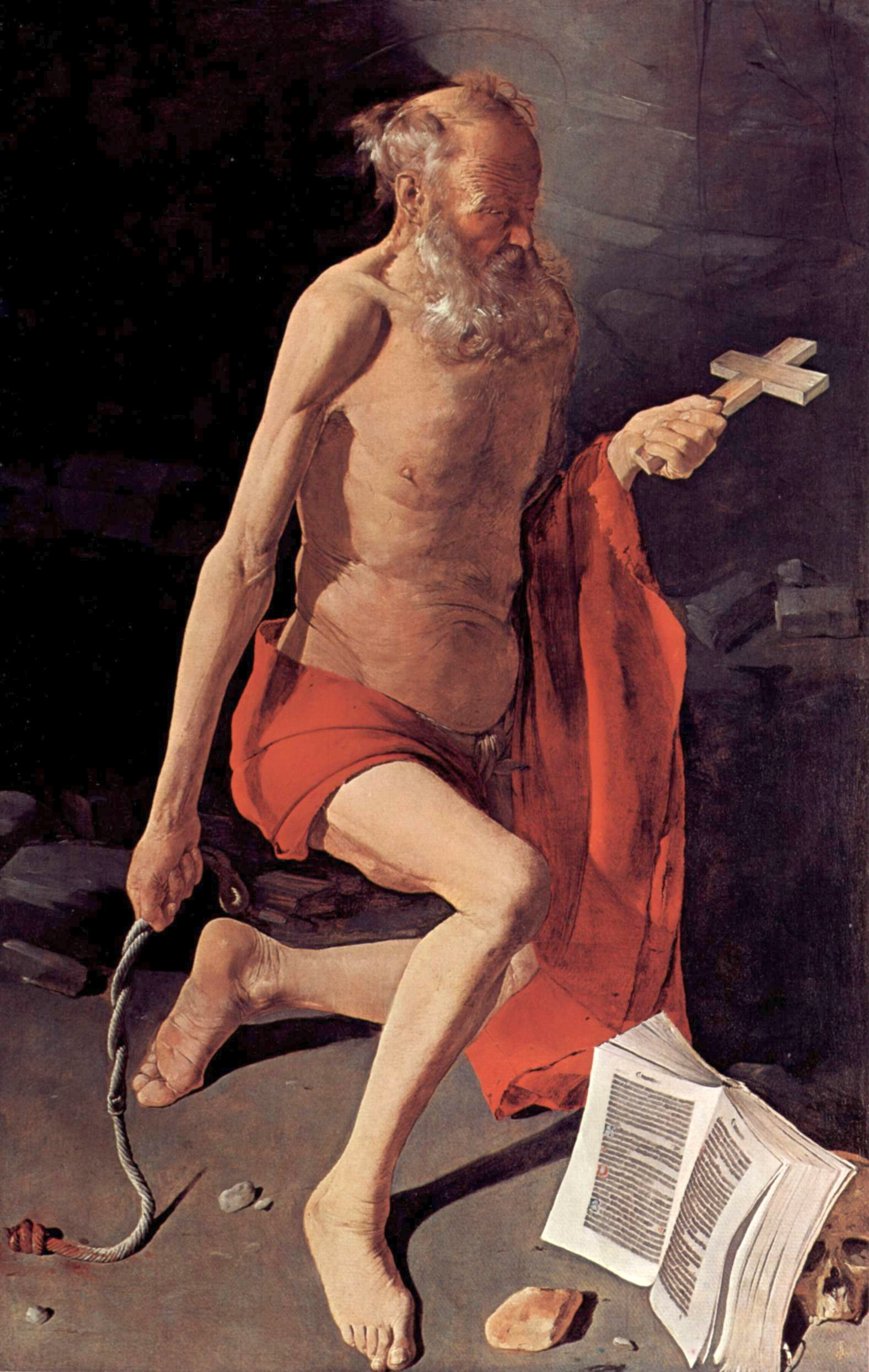
Saint Jérôme pénitent version du musée de Grenoble.